# David Hussl

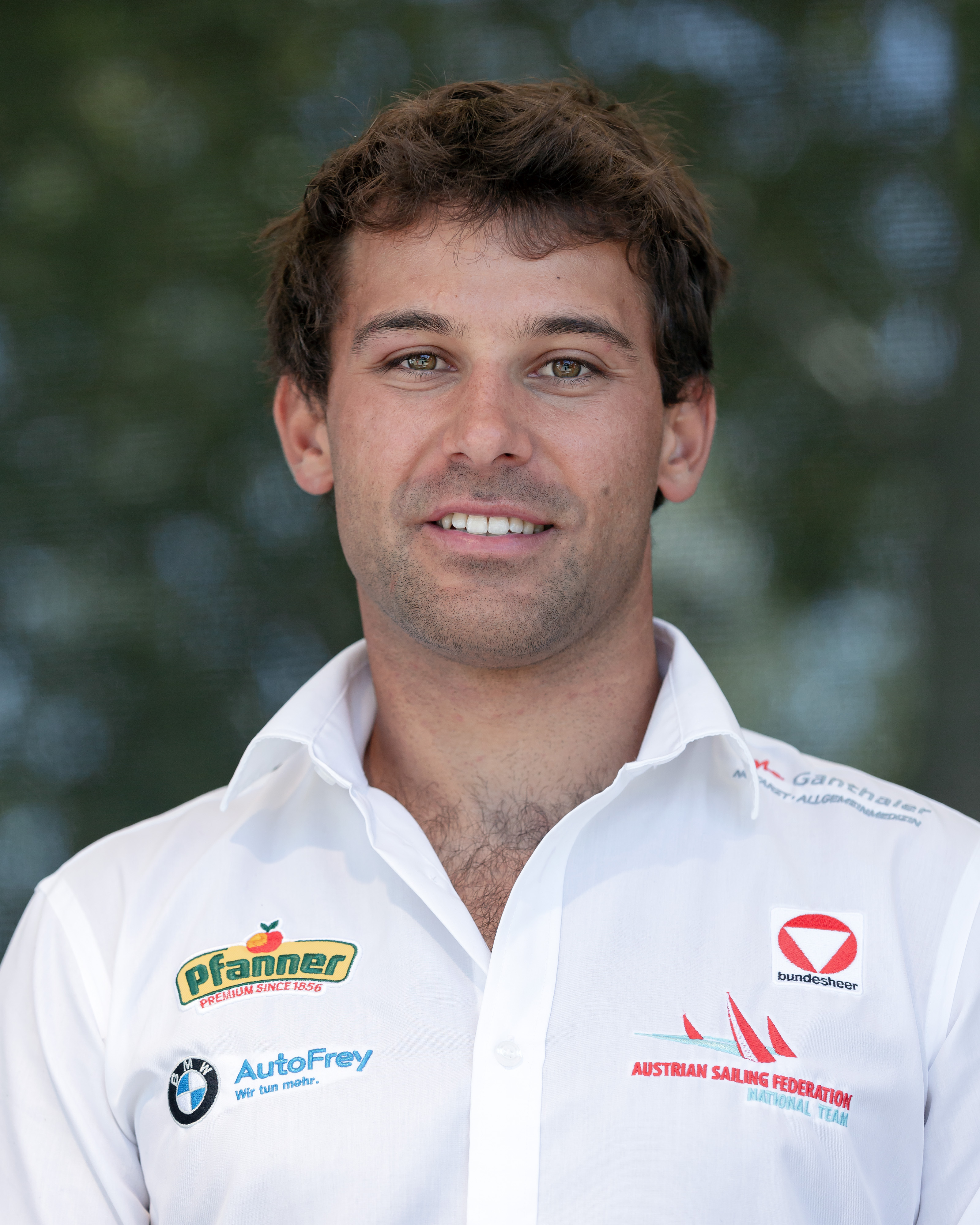
David Hussl (2019)

David Hussl (* 23. Februar 1992 in Terfens) ist ein österreichischer Segelsportler. 2020 kam er als Vorschoter erstmals mit Steuermann Benjamin Bildstein auf Platz 1 der Weltrangliste der 49er-Klasse. Das 49er-Team Bildstein/Hussl ist für die Olympischen Sommerspiele 2020 in Tokio qualifiziert.

## Sportlicher Werdegang
Hussl stieg 2012 gemeinsam mit seinem Steuermann Benjamin Bildstein in den internationalen Profisport ein. Durch ihre erfolgreiche Entwicklung in der olympischen Bootsklasse 49er wurden die beiden in das Nationalteam des Österreichischen Segel-Verband (OeSV) und als Sportsoldaten des Heeressportzentrums ins Österreichische Bundesheer aufgenommen.
Nach einigen Erfolgen im Juniorenbereich, gewann das Duo 2015 den Jugendweltmeistertitel und 2016 den Gesamtweltcup. 2017 holte es Bronze bei der Weltmeisterschaft in Porto.
Bildstein und Hussl mussten aber auch Rückschläge hinnehmen: Das von mehreren Verletzungen gebeutelte OeSV-Team musste bis zum Sommer 2018 in regelmäßigen Abständen dasselbe Prozedere durchstehen: Verletzung, Reha und Comeback in die Spitzengruppe des Segelsportes.
Der größte Erfolg in der jüngeren Vergangenheit war die Qualifikation für die Olympischen Sommerspiele in Tokio. Mit einem sechsten Platz bei der WM 2019 vor Auckland (Neuseeland) löste das Duo das dritte Nationenticket für den OeSV. Bei der Weltmeisterschaft im Februar 2020 vor Geelong (Australien) schrammte es um einen Punkt an einem Medaillenplatz vorbei. Bei der Heimeuropameisterschaft 2020 am Attersee eroberte das rot-weiß-rote Duo nach sehenswerter Aufholjagd Silber.
Im März 2020 erzielten Bildstein und Hussl erstmals den ersten Platz der Weltrangliste. In den sechs für die Weltrangliste relevanten Regatten belegte das Duo stets Top-6-Platzierungen.

## Erfolge
- 2015: Jugendweltmeister (im 49er, mit David Hussl)
- 2016: Gesamtweltcup-Sieger vor Melbourne (im 49er, mit David Hussl)
- 2017: WM-Bronze vor Porto (im 49er, mit David Hussl)
- 2017: Weltcup-Silber vor Miami (im 49er, mit David Hussl)
- 2019: Weltcup-Silber vor Marseille (im 49er, mit David Hussl)
- 2019: Weltcup-Silber vor Enoshima (im 49er, mit David Hussl)
- 2019: Regatta-Sieg bei offenen Ozeanienmeisterschaft vor Auckland (im 49er, mit David Hussl)
- 2019: Qualifikation für Olympische Sommerspiele in Tokio 2020 (im 49er, mit David Hussl)
- 2022: Weltcup-Bronze vor Almere (im 49er, mit David Hussl)